# Хан, Фарук Хайдер
Фарук Хайдер Хан (англ. Farooq Haider Khan; род. 1955, Музаффарабад) — политический деятель Пакистана. Премьер-министр Азад-Кашмира с 23 октября 2009 по 29 июля 2010 года и с 31 июля 2016 по 30 июля 2021 года. Является влиятельным членом Пакистанской мусульманской лиги (Н).

## Биография
В 2016 году после подведения итогов всеобщих выборов в Азад-Кашмире, Пакистанская мусульманская лига (Н) получила большинство голосов и 31 место в Законодательном собрании Азад-Кашмира, где всего 49 мест. Фарук Хайдер Хан стал членом Законодательного собрания Азад-Кашмира и назначен премьер-министром второй раз.
31 июля 2016 года Фарук Хайдер Хан получил 38 голосов и стал премьер-министром Азад-Кашмира. Его противники Чаудхри Мохаммад Ясин из Пакистанской народной партии и Дееван Гулам Мохиуддин из Движения за справедливость, которого поддержала Всемусульманская конференция Азад-Кашмира, получили по пять голосов каждый. В тот же день принял присягу и стал 12-м премьер-министром Азад-Кашмира.
30 сентября 2018 года вертолёт с Фаруком Хайдером Ханом попал под обстрел со стороны сухопутных войск Индии, когда направлялся в Форвард-Кахуту возле линии контроля. В последний момент ему удалось уйти с зоны поражения возле деревни Аббаспур; на борту были ещё два министра Азад-Кашмира и штабной офицер. По словам Фарука Хайдера Хана инцидент произошел около 12:10 по местному времени.

## Примечание
1. ↑  Mir, M A (1 августа 2016). Raja Farooq Haider takes mantle of AJK PM. The Express Tribune. Архивировано 23 марта 2019. Дата обращения: 2 октября 2020.
2. ↑  Raja Farooq Haider to be Azad Kashmir's new PM. The News International. 27 июля 2016. Архивировано 3 апреля 2019. Дата обращения: 2 октября 2020.
3. ↑  Naqash, Tariq (1 августа 2016). Haider takes oath as AJK PM. Dawn. Архивировано 28 ноября 2019. Дата обращения: 2 октября 2020.
4. ↑  Junaidi, Ikram (1 октября 2018). Indian army fires at AJK premier's copter near LoC. Dawn. Архивировано 9 ноября 2020. Дата обращения: 2 октября 2020.
5. ↑  AJK PM's helicopter escapes Indian attack. The Express Tribune. 30 сентября 2018. Архивировано 3 марта 2020. Дата обращения: 2 октября 2020.